# 마리아스 러버
《마리아스 러버》(영어: Maria's Lovers)는 미국에서 제작된 안드레이 콘찰롭스키 감독의 1984년 드라마 영화이다. 나스타샤 킨스키, 존 새비지, 로버트 미첨 등이 출연하였고, 로런스 테일러모토프 등이 제작에 참여하였다.

## 출연진
- 나스타샤 킨스키
- 존 새비지
- 로버트 미첨
- 키스 캐러딘
- 어니타 모리스
- 버드 코트
- 빈센트 스파노
- 캐런 영
- 존 굿맨
- 트레이시 넬슨
- 댄턴 스톤
- 빌 스미트러비치

## 기타 제작진
- 협력 제작: 로니 야코브
- 배역: 조이 토드
- 미술: 지닌 오퍼월